# Gwiin-dong
Gwiin-dong (귀인동, 貴仁洞) là phường của quận Dongan trong thành phố Anyang, tỉnh Gyeonggi, Hàn Quốc.

## Liên kết
- Gwiin-dong Lưu trữ ngày 18 tháng 2 năm 2014 tại Wayback Machine (tiếng Hàn)